# Formicarius analis
Il tordo formichiero faccianera o tordo formichiero mascherato, anche noto come formicario faccianera o formicario mascherato (Formicarius analis (d'Orbigny & Lafresnaye, 1837)) è un uccello passeriforme della famiglia Formicariidae.

## Etimologia
Il nome scientifico della specie, analis, deriva dal latino e rappresenta un riferimento alla colorazione del sottocoda di questi uccelli.

## Descrizione

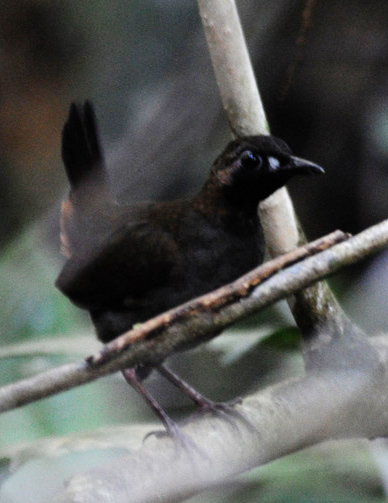
Esemplare in natura

### Dimensioni
Misura 17 cm di lunghezza, per 45-69 g di peso: caso raro fra i passeriformi, a parità d'età le femmine sono lievemente più grosse e pesanti rispetto ai maschi.

### Aspetto
Si tratta di uccelletti dall'aspetto massiccio e paffuto, muniti di testa di forma ovale e allungata munita di becco lungo, sottile e appuntito, collo corto e sottile, ali arrotondate, coda corta e squadrata e zampe allungate e robuste.
Il piumaggio si presenta di colore bruno su fronte, vertice, nuca, lati del collo, dorso e ali (più scuro e con vaghe sfumature bruno-rossicce su calotta e ali), mentre gola, petto e parte superiore del ventre sono di colore grigio-cenere, che sfuma nel grigio-brunastro chiaro su ventre e fianchi: l'area attorno al becco, la faccia fino ad occhi e guance e la bavetta sono di colore nero, a formare una mascherina alla quale la specie deve il suo nome comune, con presenza di una piccola macchia triangolare di colore bianco puro su ciascun lato della base della mandibola superiore. Il codione e il sottocoda sono di colore rosso-arancio (da cui il nome scientifico di questi animali), mentre la coda è bruno-nerastra.
Il becco è nerastro, le zampe sono di colore grigio-bluastro e gli occhi sono di colore bruno scuro, con evidente cerchio perioculare glabro e di colore bianco.

## Biologia
Si tratta di uccelli dalle abitudini di vita diurne, che vivono solitamente in coppie e passano la maggior parte della giornata al suolo o nelle immediate vicinanze di esso, dedicandosi perlopiù alla ricerca di cibo: all'infuori del periodo riproduttivo, in alcune zone dell'areale occupato dalla specie, i tordi formichieri mascherati sono stati osservati riunirsi verso sera in gruppi su posatoi comuni per passare la notte.
Il richiamo di questi animali è costituito da versi fischianti ripetuti ogni 10-15 secondi (non di rado con le coppie che duettano), composti da un primo fischio più lungo seguito da 6-7 riproposizioni veloci e discendenti dello stesso.

### Alimentazione
Il tordo formichiero mascherato è un uccello insettivoro, la cui dieta è basata su piccoli insetti ed altri invertebrati (come ragni, lumache e più raramente piccoli crostacei), comprendendo inoltre più raramente anche piccoli vertebrati (serpentelli, raganelle, lucertole e pesci) e, ancora più sporadicamente, piccoli frutti caduti.
La grande maggioranza del cibo viene reperita al suolo, con l'animale che fruga col becco fra la vegetazione e i detriti: non di rado, questi uccelli seguono le colonne di formiche legionarie, cibandosi dei piccoli animali messi in fuga da questi insetti.

### Riproduzione
Si tratta di uccelli rigidamente monogami, la cui stagione riproduttiva va da marzo a settembre, almeno secondo quanto osservato nella porzione settentrionale dell'areale occupato dalla specie.
I due sessi collaborano nelle varie fasi dell'evento riproduttivo, costruendo insieme il nido (una struttura globosa ottenuta foderando con fogliame e fibre vegetali la cavità di un tronco, con la femmina che si occupa della costruzione vera e propria, mentre il maschio sorveglia i dintorni e fornisce alla compagna parte del materiale da costruzione) e collaborando nell'allevamento dei nidiacei, mentre durante la cova delle 1-3 uova bianche il maschio rimane di guardia nei pressi del nido e nutre la femmina, che invece si occupa da sola dell'incubazione vera e propria.

## Distribuzione e habitat

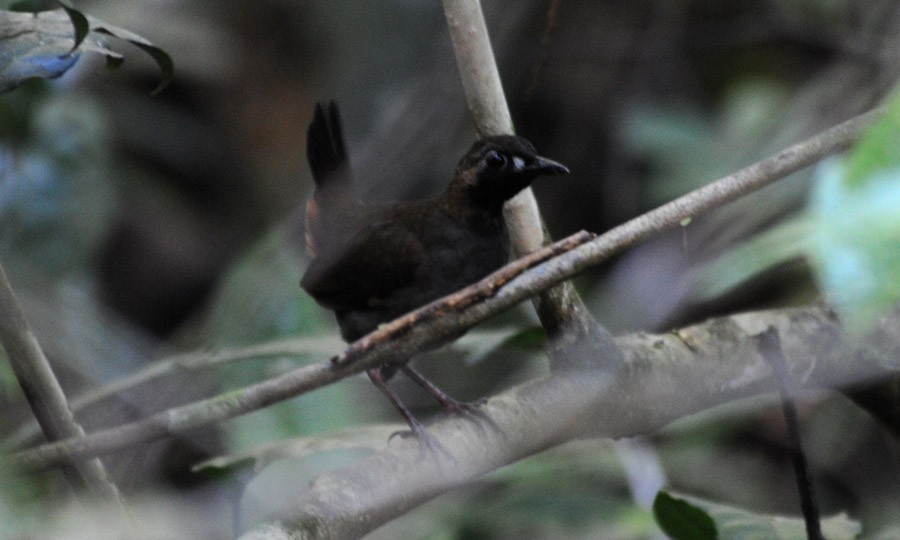
Esemplare in Guyana francese

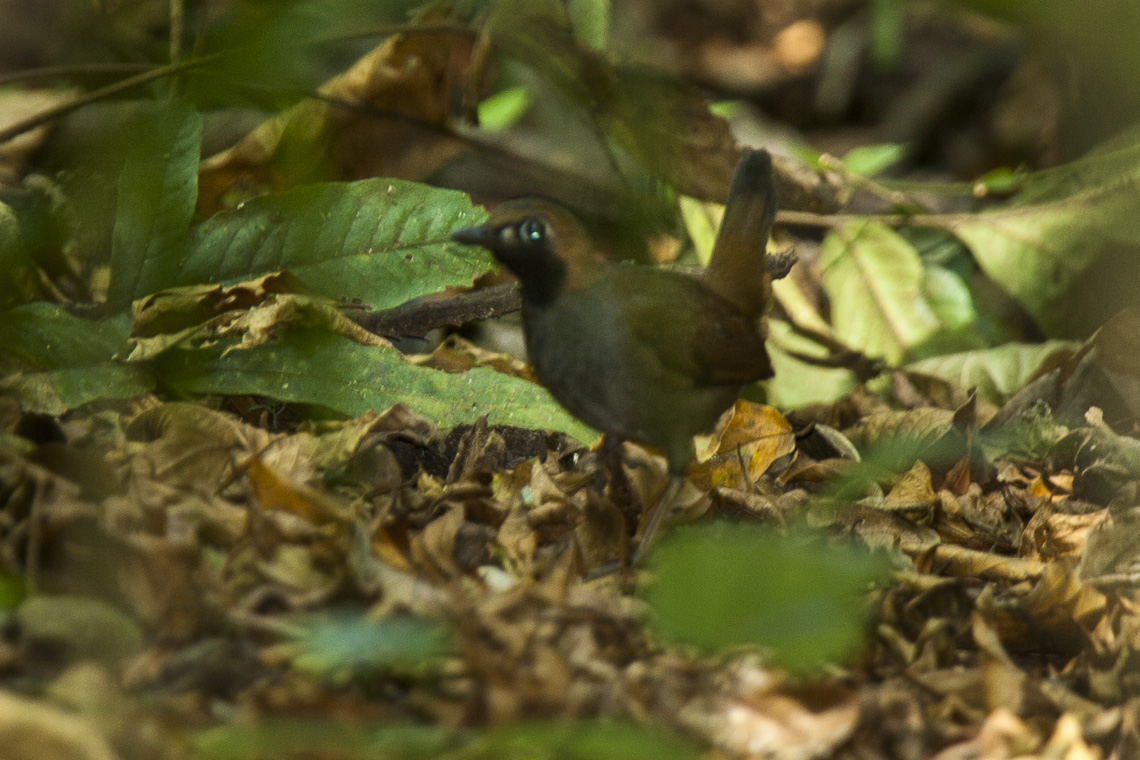
Esemplare a Panama

Il tordo formichiero mascherato occupa un areale che comprende gran parte dell'America centrale e del Sudamerica centro-settentrionale, estendendosi in due grandi blocchi dall'Honduras centro-orientale al Venezuela occidentale ed alla Colombia centrale (attraverso la fascia costiera orientale del Nicaragua, la Costa Rica, Panama e le pendici delle Ande) e dalle pendici orientali andine dall'Ecuador orientale alla Bolivia centrale e ad est fino alle sponde nord-occidentali del Maranhão, attraverso l'Amazzonia meridionale: questi uccelli sono inoltre presenti lungo le sponde nord-orientali del Venezuela, nel delta dell'Orinoco e a Trinidad, oltre che nell'area del massiccio della Guiana.
L'habitat di questi uccelli è rappresentato dalla foresta pluviale tropicale umida, sia primaria che secondaria (purché in questo caso ben matura), anche alluvionale (come várzea e igapó).

## Tassonomia
Se ne riconoscono 11 sottospecie:

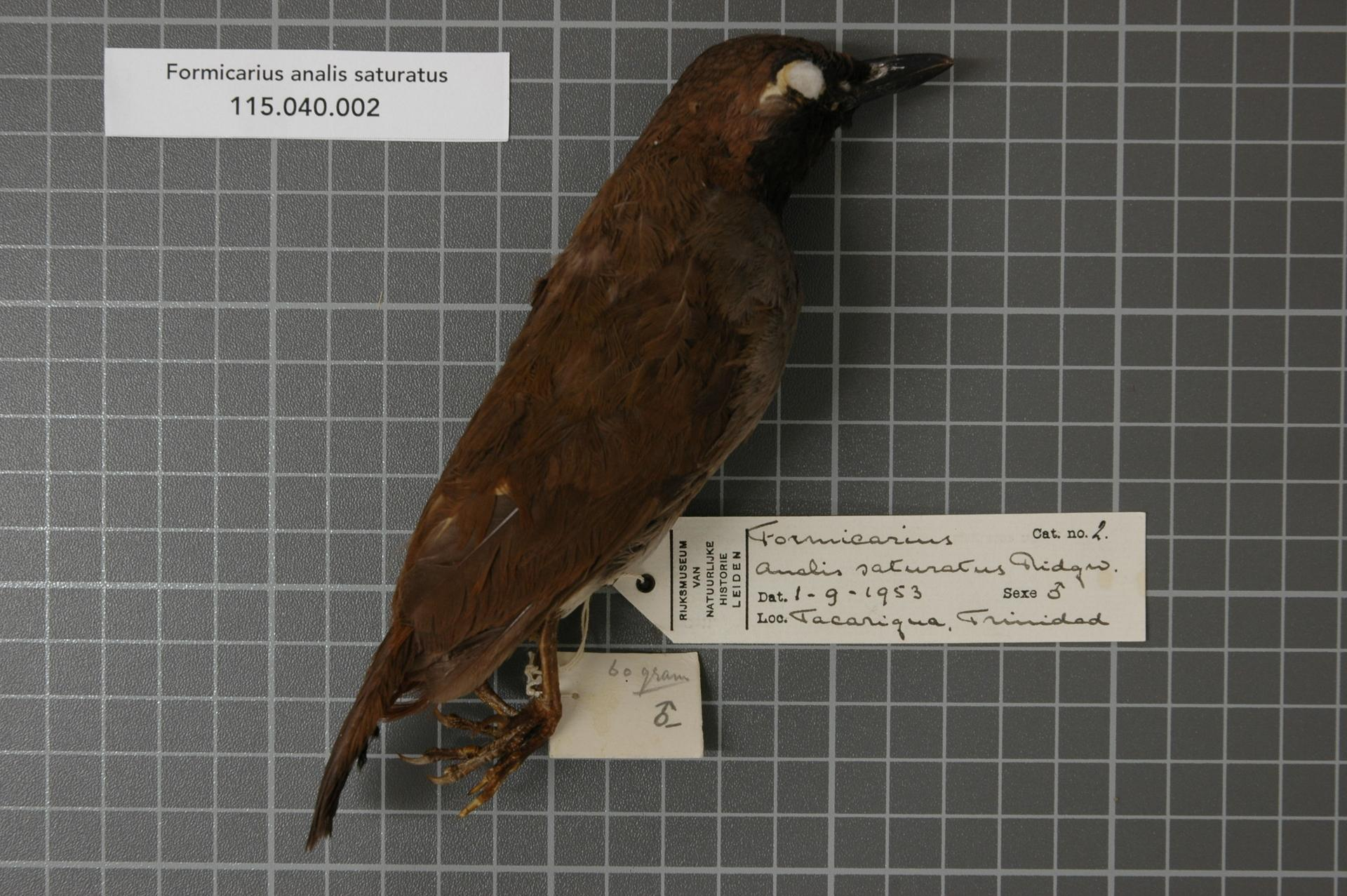
Esemplare impagliato della sottospecie saturatus

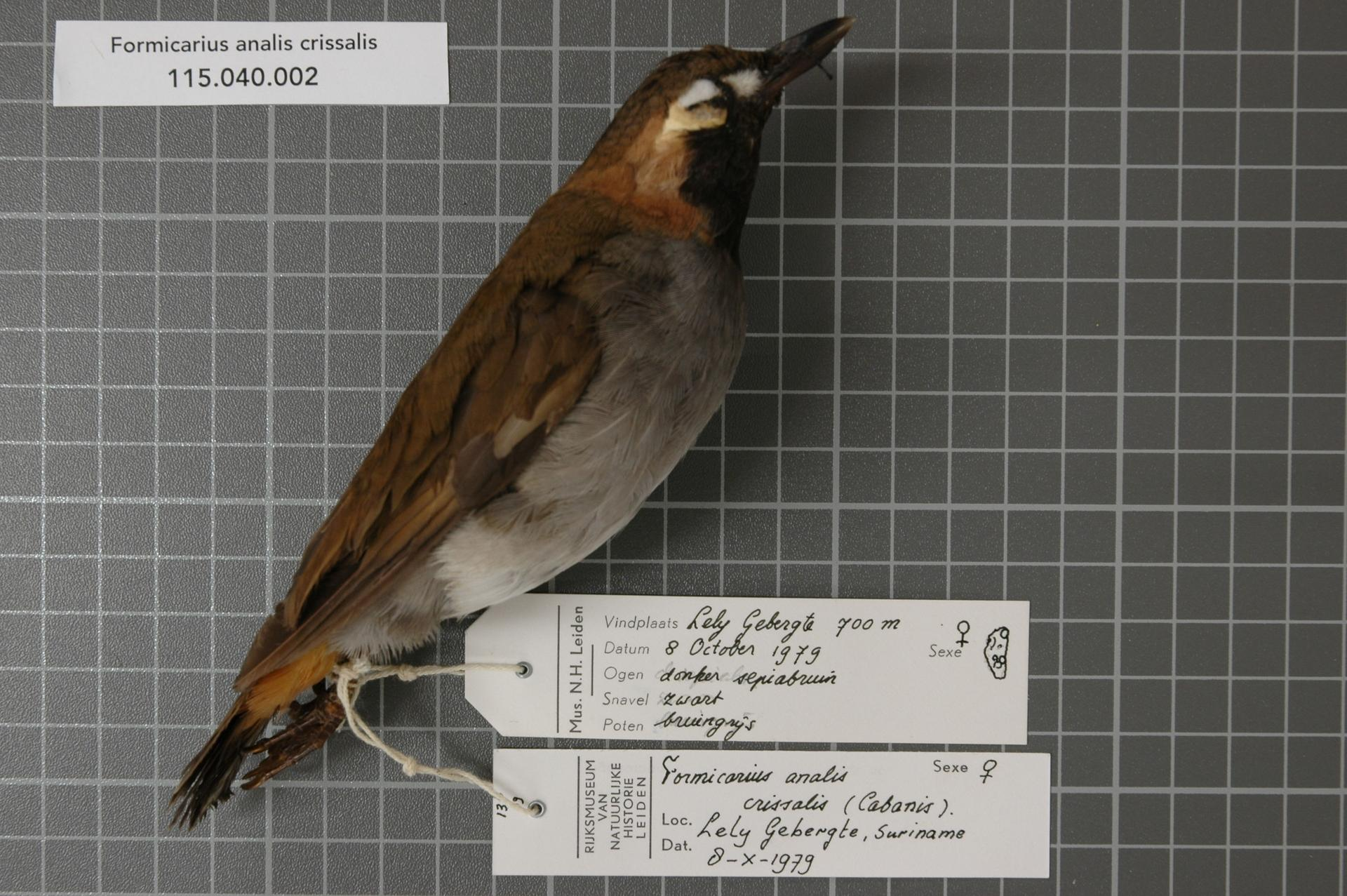
Esemplare impagliato della sottospecie crissalis

- Formicarius analis umbrosus Ridgway, 1893 - diffusa nella porzione più settentrionale dell'areale occupato dalla specie, dall'Honduras centrale a Panama nord-occidentale;
- Formicarius analis hoffmanni (Cabanis, 1861) - diffusa lungo la costa pacifica da Jacó al Chiriquí occidentale;
- Formicarius analis panamensis Ridgway, 1908 - diffusa dal Coclé al Darién;
- Formicarius analis virescens Todd, 1915 - endemica delle pendici occidentali della Sierra Nevada de Santa Marta;
- Formicarius analis saturatus Ridgway, 1893 - diffusa in Colombia nord-orientale, Venezuela (a nord del rio Apure) e Trinidad;
- Formicarius analis griseoventris Aveledo & Ginés, 1950 -diffusa dalle sponde occidentali del lago di Maracaibo alla Sierra de Perijá;
- Formicarius analis connectens Chapman, 1914 - diffusa nel sud-est della Colombia, dalle pendici orientali delle Ande ai dipartimenti di Meta e Vaupés;
- Formicarius analis zamorae Chapman, 1923 - diffusa ad est delle Ande dall'Ecuador orientale alle sponde settentrionali del Solimões e a Codajás;
- Formicarius analis crissalis (Cabanis, 1861) - diffusa in Guiana e nel nord-ovest del Pará;
- Formicarius analis analis (d'Orbigny & Lafresnaye, 1837) - la sottospecie nominale, diffusa lungo il bacino del rio Ucayali dal Perù orientale al nord della Bolivia e al Tapajós;
- Formicarius analis paraensis Novaes, 1957 - diffusa dalle sponde orientali del Tapajós a Belém e al Maranhão occidentale;

Alcuni autori riconoscerebbero inoltre la sottospecie olivaceus del Perù nord-orientale, sinonimizzata con zamorae: in passato anche il tordo formichiere messicano veniva considerato una sottospecie del tordo formichiero mascherato, tuttavia attualmente si preferisce trattare il taxon come specie a sé in base a differenze di carattere morfometrico ed a livello di richiami.

l taxon andrebbe secondo alcuni diviso in due [specie distinte (analis e hoffmanni, comprendenti rispettivamente le sottospecie amazzoniche e centroamericane), differenziabili principalmente in base ai richiami, tuttavia le differenze nelle vocalizzazioni  a livello regionale sono ancora poco conosciute ed i pochi dati finora acquisiti sembrerebbero mostrare una grande variabilità anche nell'ambito della stessa popolazione, rendendo necessari ulteriori studi per approfondire la questione.